# ماریوس اورزیکا
ماریوس اورزیکا (به انگلیسی: Marius Urzică) ژیمناست زادهٔ ۳۰ سپتامبر ۱۹۷۵ میلادی اهل کشور رومانی است.